# Polia surgens
Polia surgens är en fjärilsart som beskrevs av Dyar 1910. Polia surgens ingår i släktet Polia och familjen nattflyn. Inga underarter finns listade i Catalogue of Life.